# Lista de episódios de iCarly

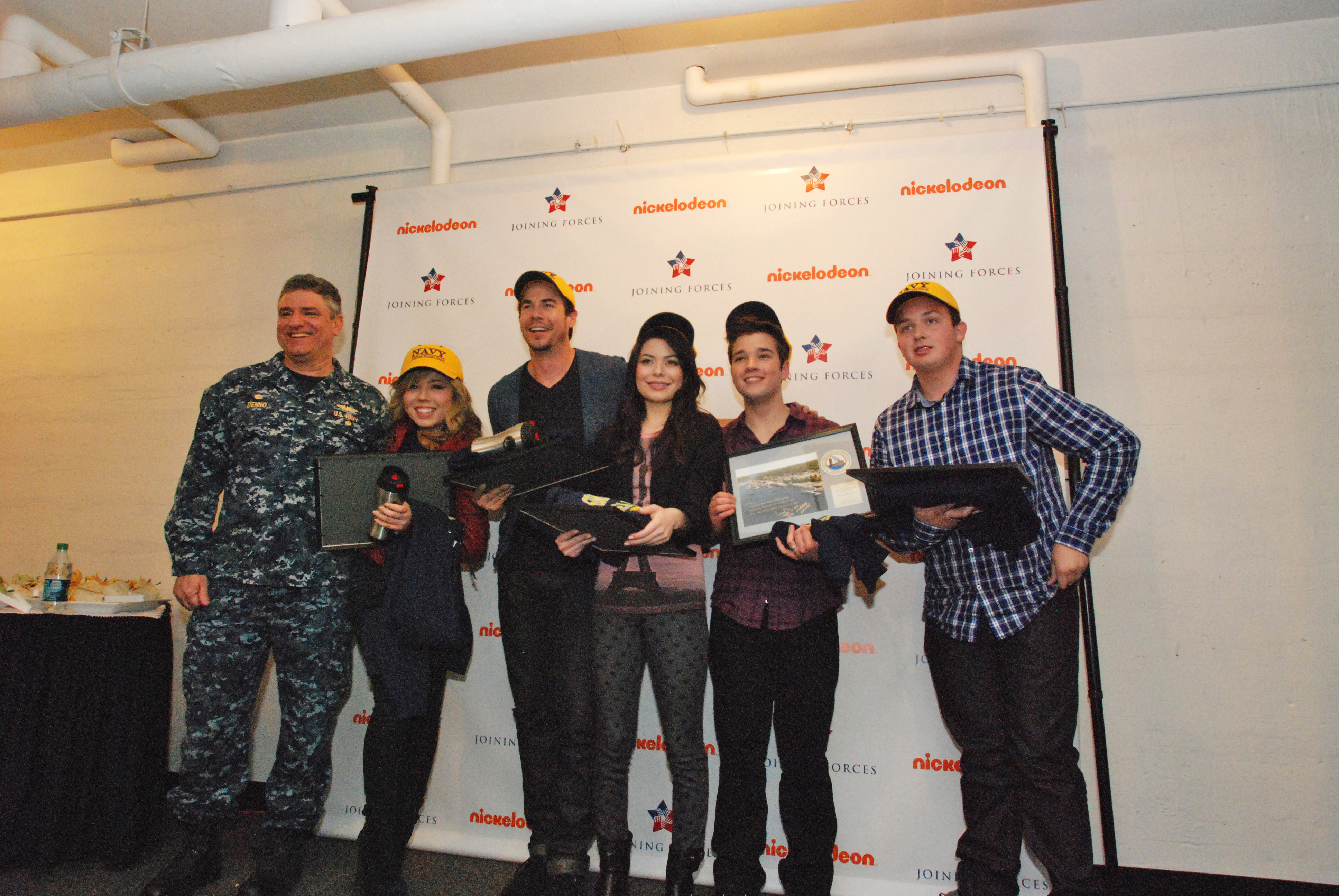
Elenco da série iCarly em 11 de janeiro de 2012 durante sessão de fotos para divulgação do episódio "iMeet the First Lady". Da esquerda para a direita: Capitão Marc W. Denno, Jennette McCurdy, Jerry Trainor, Miranda Cosgrove, Nathan Kress e Noah Munck.

 Segue abaixo a lista de episódios da série de televisão americana, iCarly. A série criada por Dan Schneider estreou em 8 de setembro de 2007 pela rede de televisão Nickelodeon, e retrata a vida da protagonista do webshow de mesmo nome Carly Shay (Miranda Cosgrove) e seus dois melhores amigos, Sam Puckett (Jennette McCurdy) e Freddie Benson (Nathan Kress).
A primeira temporada iniciou em 8 de setembro de 2007, e terminou em 25 de julho do ano seguinte. A segunda temporada estreou em 27 de setembro de 2008 com o episódio "iSaw Him First", encerrando em agosto de 2009 com o episódio duplo "iFight Shelby Marx". A terceira temporada deu-se início um mês depois da jornada anterior, com seu término em 26 de junho de 2010. A quarta foi lançada em 30 de julho do mesmo ano, totalizando treze episódios após sua última exibição original em junho de 2011. Já a quinta temporada começou dois meses depois, tendo finalizado em 21 de janeiro de 2012. A sexta temporada da série estreou com o episódio "iApril Fools" em 24 de março de 2012, terminando em 9 de junho, com apenas seis episódios, sendo então a menor temporada de toda a série. A sétima e última temporada teve sua estreia em 6 de outubro de 2012 com o crossover "iShock America", cuja participação especial de Jimmy Fallon, encerrando a série em 23 de novembro com o episódio especial "iGoodbye".
Um revival de mesmo nome foi lançado em 17 de junho de 2021.

## Resumo
| Temporada | Temporada | Episódios | Exibição original      | Exibição original      | Linha de produção | Lançamento do DVD (por linha de produção)                                                     | Lançamento do DVD (por linha de produção) |
| Temporada | Temporada | Episódios | Estreia de temporada   | Final de temporada     | Linha de produção | Lançamento do DVD (por linha de produção)                                                     | Lançamento do DVD (por linha de produção) |
| --------- | --------- | --------- | ---------------------- | ---------------------- | ----------------- | --------------------------------------------------------------------------------------------- | ----------------------------------------- |
|           | 1         | 25        | 8 de setembro de 2007  | 25 de julho de 2008    | 1xx               | 23 de setembro de 2008 (Volume 1) 21 de abril de 2009 (Volume 2)                              |                                           |
|           | 2         | 25        | 27 de setembro de 2008 | 8 de agosto de 2009    | 2xx               | 18 de agosto de 2009 (Volume 1) 4 de janeiro de 2011 (Volume 2) 5 de abril de 2011 (Volume 3) |                                           |
|           | 3         | 20        | 12 de setembro de 2009 | 26 de junho de 2010    | 2xx               | 18 de agosto de 2009 (Volume 1) 4 de janeiro de 2011 (Volume 2) 5 de abril de 2011 (Volume 3) |                                           |
|           | 4         | 13        | 30 de julho de 2010    | 11 de junho de 2011    | 3xx               | 30 de agosto de 2011 (Completa)                                                               |                                           |
|           | 5         | 11        | 13 de agosto de 2011   | 21 de janeiro de 2012  | 4xx               | 10 de julho de 2012 (Completa)                                                                |                                           |
|           | 6         | 6         | 24 de março de 2012    | 9 de junho de 2012     | 5xx               | N/A                                                                                           |                                           |
|           | 7         | 9         | 6 de outubro de 2012   | 23 de novembro de 2012 | 5xx               | N/A                                                                                           |                                           |

## 1ª Temporada (2007-2008)
- A temporada possui 25 episódios.

- Miranda Cosgrove, Jennette McCurdy, Nathan Kress e Jerry Trainor estão presentes em todos os episódios.
- Noah Munck está presente em 6 episodios.

| # S | # T | Título                     | Diretor(es)        | Roteirista(s)                 | Estreia nos EUA         | Código de Prod. | Audiência nos EUA (em milhões) |
| --- | --- | -------------------------- | ------------------ | ----------------------------- | ----------------------- | --------------- | ------------------------------ |
| 1   | 1   | "iPilot"                   | Steve Hoefer       | Dan Schneider                 | 8 de setembro de 2007   | 101             | 5.7                            |
| 2   | 2   | "iWant More Viewers"       | Adam Weissman      | Steve Holland & Steven Molaro | 8 de setembro de 2007   | 103             | 4.1                            |
| 3   | 3   | "iDream of Dance"          | Adam Weissman      | Dan Schneider                 | 16 de setembro de 2007  | 113             | 3.9                            |
| 4   | 4   | "iLike Jake"               | Steve Hoefer       | Dan Schneider                 | 22 de setembro de 2007  | 102             | 3.5                            |
| 5   | 5   | "iWanna Stay With Spencer" | Adam Weissman      | Arthur Gradstein              | 29 de setembro de 2007  | 105             | 3.5                            |
| 6   | 6   | "iNevel"                   | Steve Hoefer       | Steve Holland                 | 6 de outubro de 2007    | 104             | 3.4                            |
| 7   | 7   | "iScream on Halloween"     | Steve Hoefer       | Jake Farrow                   | 20 de outubro de 2007   | 114             | 3.8                            |
| 8   | 8   | "iSpy a Mean Teacher"      | Steve Hoefer       | Steven Molaro                 | 3 de novembro de 2007   | 106             | 4.6                            |
| 9   | 9   | "iWill Date Freddie"       | Adam Weissman      | Steve Holland                 | 10 de novembro de 2007  | 108             | 4.3                            |
| 10  | 10  | "iWant a World Record"     | Roger Christiansen | Dan Schneider                 | 17 de novembro de 2007  | 107             | 3.7                            |
| 11  | 11  | "iRue the Day"             | David Kendall      | Dan Schneider                 | 1 de dezembro de 2007   | 115             | 3.3                            |
| 12  | 12  | "iPromise Not to Tell"     | Steve Hoefer       | Dicky Murphy                  | 12 de janeiro de 2008   | 118             | 3.9                            |
| 13  | 13  | "iAm Your Biggest Fan"     | Steve Hoefer       | Jake Farrow                   | 19 de janeiro de 2008   | 110             | 5.0                            |
| 14  | 14  | "iHeart Art"               | Adam Weissman      | Arthur Gradstein              | 2 de fevereiro de 2008  | 109             | 3.6                            |
| 15  | 15  | "iHate Sam's Boyfriend"    | Roger Christiansen | Dan Schneider                 | 9 de fevereiro de 2008  | 120             | 3.5                            |
| 16  | 16  | "iHatch Chicks"            | David Kendall      | Steven Molaro                 | 23 de fevereiro de 2008 | 111             | 4.2                            |
| 17  | 17  | "iDon't Want to Fight"     | Roger Christiansen | Arthur Gradstein              | 1 de março de 2008      | 112             | 4.5                            |
| 18  | 18  | "iPromote TechFoots"       | Adam Weissman      | Arthur Gradstein              | 15 de março de 2008     | 117             | 4.4                            |
| 19  | 19  | "iGot Detention"           | Roger Christiansen | Andrew Hill Newman            | 22 de março de 2008     | 116             | 3.7                            |
| 20  | 20  | "iStakeout"                | Steve Hoefer       | Andrew Hill Newman            | 5 de abril de 2008      | 121             | 4.1                            |
| 21  | 21  | "iMight Switch Schools"    | David Kendall      | Dicky Murphy                  | 26 de abril de 2008     | 122             | 5.2                            |
| 22  | 22  | "iFence"                   | Russ Reinsel       | Dan Schneider                 | 10 de maio de 2008      | 123             | 3.5                            |
| 23  | 23  | "iCarly Saves TV"          | Steve Hoefer       | Jake Farrow                   | 13 de junho de 2008     | 119             | 4.5                            |
| 24  | 24  | "iWin Date"                | Steve Hoefer       | Jake Farrow                   | 25 de julho de 2008     | 124             | 4.5                            |
| 25  | 25  | "iHave a Lovesick Teacher" | Roger Christiansen | Ethan Banville                | 25 de julho de 2008     | 125             | 3.8                            |

## 2ª Temporada (2008-2009)
- A temporada possui 25 episódios.
- Miranda Cosgrove, Jennette McCurdy, Nathan Kress e Jerry Trainor estão presentes em todos os episódios.
- Noah Munck está presente em 5 episódios.

| # S   | # T   | Título                   | Diretor(es)        | Roteirista(s)                       | Estreia nos EUA         | Código de Prod. | Audiência nos EUA (em milhões) |
| ----- | ----- | ------------------------ | ------------------ | ----------------------------------- | ----------------------- | --------------- | ------------------------------ |
| 26    | 1     | "iSaw Him First"         | Adam Weissman      | Andrew Hill Newman & Steven Molaro  | 27 de setembro de 2008  | 204             | N/A                            |
| 27    | 2     | "iStage an Intervention" | Jonathan Goldstein | Karey Dornetto                      | 4 de outubro de 2008    | 205             | N/A                            |
| 28    | 3     | "iOwe You"               | David Kendall      | Jake Farrow                         | 11 de outubro de 2008   | 206             | 4.3                            |
| 29    | 4     | "iHurt Lewbert"          | Russ Reinsel       | Ethan Banville                      | 18 de outubro de 2008   | 207             | 4.0                            |
| 30–32 | 5–7   | "iGo to Japan"           | Steve Hoefer       | Dan Schneider & Andrew Hill Newman  | 8 de novembro de 2008   | 201–203         | 7.6                            |
| 33    | 8     | "iPie"                   | Roger Christiansen | Andrew Hill Newman                  | 15 de novembro de 2008  | 208             | 4.0                            |
| 34    | 9     | "iChristmas"             | Steve Hoefer       | Dan Schneider                       | 13 de dezembro de 2008  | 209             | 3.3                            |
| 35    | 10    | "iKiss"                  | Steve Hoefer       | Dan Schneider                       | 3 de janeiro de 2009    | 210             | 5.9                            |
| 36    | 11    | "iGive Away a Car"       | Steve Hoefer       | George Doty IV                      | 17 de janeiro de 2009   | 211             | 5.0                            |
| 37    | 12    | "iRocked The Vote"       | Russ Reinsel       | Andrew Hill Newman                  | 7 de fevereiro de 2009  | 215             | 5.2                            |
| 38    | 13    | "iMeet Fred"             | Dan Schneider      | Adam Weissman                       | 16 de fevereiro de 2009 | 212             | 5.1                            |
| 39    | 14    | "iLook Alike"            | David Kendall      | Dan Schneider                       | 7 de março de 2009      | 213             | 6.8                            |
| 40    | 15    | "iWant My Website Back"  | Adam Weissman      | Matt Fleckenstein                   | 21 de março de 2009     | 219             | 3.9                            |
| 41    | 16    | "iMake Sam Girler"       | Roger Christiansen | Jake Farrow                         | 11 de abril de 2009     | 216             | 5.0                            |
| 42    | 17    | "iGo Nuclear"            | David Kendall      | George Doty IV & Andrew Hill Newman | 22 de abril de 2009     | 214             | 4.5                            |
| 43–44 | 18–19 | "iDate a Bad Boy)"       | Steve Hoefer       | Dan Schneider                       | 9 de maio de 2009       | 217/225         | 7.1                            |
| 45    | 20    | "iReunite With Missy"    | Adam Weissman      | Jake Farrow                         | 16 de maio de 2009      | 218             | 4.3                            |
| 46    | 21    | "iTake on Dingo"         | David Kendall      | Jake Farrow                         | 13 de junho de 2009     | 226             | 3.3                            |
| 47    | 22    | "iMust Have Locker 239"  | David Kendall      | Eric Goldberg & Peter Tibbals       | 27 de junho de 2009     | 220             | 7.9                            |
| 48    | 23    | "iTwins"                 | Russ Reinsel       | Eric Goldberg & Peter Tibbals       | 11 de julho de 2009     | 224             | 5.2                            |
| 49–50 | 24–25 | "iFight Shelby Marx"     | Steve Hoefer       | Dan Schneider                       | 8 de agosto de 2009     | 221–222         | 8.9                            |

## 3ª Temporada (2009-2010)
- A temporada possui 20 episódios.
- Miranda Cosgrove e Jerry Trainor estão presentes em todos os episódios.
- Jennette McCurdy está ausente em 2 episódios.
- Nathan Kress está ausente em 1 episódio.
- Noah Munck participa de 11 episódios.
- BooG!e está ausente em 11 episódios
- Está temporada também é conhecida como a 2ª parte da 2ª Temporada.
- Essa é a última temporada em que Noah Munck faz participações especiais.

| # S   | # T   | Título                            | Diretor(es)        | Roteirista(s)                 | Estreia nos EUA                                                                    | Código de Prod. |                                               |
| ----- | ----- | --------------------------------- | ------------------ | ----------------------------- | ---------------------------------------------------------------------------------- | --------------- | --------------------------------------------- |
| 51    | 1     | "iThink They Kissed"              | Adam Weissman      | Steve Holland                 | 12 de setembro de 2009                                                             | 227             | 8.4                                           |
| 52    | 2     | "iCook"                           | Roger Christiansen | Dan Schneider                 | 19 de setembro de 2009                                                             | 228             | 3.8                                           |
| 53    | 3     | "iSpeed Date"                     | Russ Reinsel       | Andrew Hill Newman            | 26 de setembro de 2009                                                             | 230             | 4.7                                           |
| 54    | 4     | "iCarly Awards"                   | Steve Hoefer       | Andrew Hill Newman            | 3 de outubro de 2009                                                               | 223             | 4.4                                           |
| 55    | 5     | "iHave My Principals"             | David Kendall      | Matt Fleckenstein             | 17 de outubro de 2009                                                              | 229             | 4.7                                           |
| 56    | 6     | "iFind Lewbert's Lost Love"       | David Kendall      | Matt Fleckenstein             | 14 de novembro de 2009                                                             | 236             | 5.0                                           |
| 57    | 7     | "iMove Out"                       | Steve Hoefer       | Arthur Gradstein              | 28 de novembro de 2009                                                             | 241             | 5.7                                           |
| 58–59 | 8–9   | "iQuit iCarly"                    | Steve Hoefer       | Dan Schneider                 | 5 de dezembro de 2009                                                              | 233–234         | 9.9                                           |
| 60    | 10    | "iSaved Your Life"                | Larry LaFond       | Eric Goldberg & Peter Tibbals | 18 de janeiro de 2010 (Edição original) 12 de fevereiro de 2010 (Edição estendida) | 232             | 12.4 (Edição original) 4.9 (Edição estendida) |
| 61    | 11    | "iWas a Pageant Girl"             | Adam Weissman      | Andrew Hill Newman            | 29 de janeiro de 2010                                                              | 237             | 5.2                                           |
| 62    | 12    | "iEnrage Gibby"                   | Jonathan Goldstein | Jake Farrow                   | 5 de fevereiro de 2010                                                             | 235             | 4.8                                           |
| 63    | 13    | "iSpace Out"                      | Russ Reinsel       | Jake Farrow                   | 5 de março de 2010                                                                 | 239             | 5.3                                           |
| 64    | 14    | "iFix a Pop Star"                 | Steve Hoefer       | Matt Fleckenstein             | 19 de março de 2010                                                                | 231             | 3.9                                           |
| 65    | 15    | "iBloop - Part 1 iBloop - Part 2" | Steve Hoefer       | Dan Schneider                 | 17 de abril de 2010                                                                | 245             | 4.3                                           |
| 66    | 16    | "iWon't Cancel the Show"          | Steve Hoefer       | Eric Goldberg & Peter Tibbals | 1 de maio de 2010                                                                  | 238             | 4.9                                           |
| 67    | 17    | "iBelieve in Bigfoot"             | Steve Hoefer       | Dan Schneider                 | 8 de maio de 2010                                                                  | 240             | 4.4                                           |
| 68–69 | 18–19 | "iPsycho"                         | Steve Hoefer       | Dan Schneider & Ben Huebscher | 4 de junho de 2010                                                                 | 243–244         | 8.2                                           |
| 70    | 20    | "iBeat the Heat"                  | Steve Hoefer       | Steve Holland                 | 26 de junho de 2010                                                                | 242             | 4.2                                           |

## 4ª temporada (2010-2011)
- A temporada possui 13 episódios.
- Miranda Cosgrove, Jennette McCurdy, Nathan Kress, Jerry Trainor e Noah Munck estão presentes em todos os episódios.
- Ethan Munck, irmão de Noah Munck, entra no elenco recorrente como Guppy Gibson.
- A partir desta temporada, Noah Munck entra no elenco principal.

| # S   | # T   | Título                    | Diretor(es)   | Roteirista(s)     | Estreia nos EUA                                                               | Código de Prod. | Audiência nos EUA (em milhões)               |
| ----- | ----- | ------------------------- | ------------- | ----------------- | ----------------------------------------------------------------------------- | --------------- | -------------------------------------------- |
| 71    | 1     | "iGot a Hot Room"         | Steve Hoefer  | Dan Schneider     | 30 de julho de 2010                                                           | 301             | 7.7                                          |
| 72    | 2     | "iSam's Mom"              | Adam Weissman | Jake Farrow       | 11 de setembro de 2010                                                        | 305             | 5.9                                          |
| 73    | 3     | "iGet Pranky"             | Adam Weissman | Arthur Gradstein  | 25 de setembro de 2010                                                        | 304             | 5.2                                          |
| 74    | 4     | "iSell Penny Tees"        | Russ Reinsel  | Matt Fleckenstein | 2 de outubro de 2010                                                          | 303             | 4.0                                          |
| 75    | 5     | "iDo"                     | Steve Hoefer  | Jake Farrow       | 11 de outubro de 2010                                                         | 302             | 6.7                                          |
| 76–77 | 6–7   | "iStart a Fan War"        | Steve Hoefer  | Dan Schneider     | 19 de novembro de 2010                                                        | 308–309         | 5.0                                          |
| 78    | 8     | "iHire an Idiot"          | Clayton Boen  | Arthur Gradstein  | 12 de fevereiro de 2011                                                       | 307             | 4.9                                          |
| 79    | 9     | "iPity the Nevel"         | Russ Reinsel  | Matt Fleckenstein | 19 de março de 2011                                                           | 306             | 4.6                                          |
| 80    | 10    | "iOMG"                    | Adam Weissman | Dan Schneider     | 9 de abril de 2011                                                            | 310             | 7.4                                          |
| 81–83 | 11–13 | "iParty with Victorious " | Steve Hoefer  | Dan Schneider     | 11 de junho de 2011 (Edição original) 27 de agosto de 2011 (Edição estendida) | 311–313         | 7.3 (Edição original) 3.7 (Edição estendida) |

## 5ª temporada (2011-2012)
- A temporada possui 11 episódios (4 episódios dedicados ao namoro de Sam & Freddie).
- Miranda Cosgrove, Jennette McCurdy, Nathan Kress, Jerry Trainor e Noah Munck estão presentes em todos os episódios.

| # S   | # T | Título                         | Diretor(es)   | Roteirista(s)                     | Estreia nos EUA        | Código de Prod. | Audiência nos EUA (em milhões) |
| ----- | --- | ------------------------------ | ------------- | --------------------------------- | ---------------------- | --------------- | ------------------------------ |
| 84    | 1   | "iLost My Mind"                | Steve Hoefer  | Dan Schneider & Matt Fleckenstein | 13 de agosto de 2011   | 402             | 5.5                            |
| 85    | 2   | "iDate Sam & Freddie"          | Steve Hoefer  | Dan Schneider & Jake Farrow       | 10 de setembro de 2011 | 401             | 4.1                            |
| 86    | 3   | "iCan't Take It"               | Adam Weissman | Dan Schneider & Arthur Gradstein  | 17 de setembro de 2011 | 403             | 4.7                            |
| 87    | 4   | "iLove You"                    | Steve Hoefer  | Dan Schneider & Jake Farrow       | 24 de setembro de 2011 | 404             | 3.4                            |
| 88    | 5   | "iQ"                           | David Kendall | Dan Schneider & Matt Fleckenstein | 1 de outubro de 2011   | 405             | 3.8                            |
| 89    | 6   | "iBloop 2: Electric Bloopaloo" | Clayton Boen  | Dan Schneider & Matt Fleckenstein | 28 de dezembro de 2011 | 411             | 3.1                            |
| 90–91 | 7–8 | "iStill Psycho"                | David Kendall | Dan Schneider & Jake Farrow       | 31 de dezembro de 2011 | 407–408         | 5.5                            |
| 92    | 9   | "iBalls"                       | Russ Reinsel  | Dan Schneider & Ben Huebscher     | 7 de janeiro de 2012   | 410             | 4.1                            |
| 93    | 10  | "iMeet The First Lady"         | Adam Weissman | Dan Schneider & Arthur Gradstein  | 16 de janeiro de 2012  | 406             | 4.2                            |
| 94    | 11  | "iToe Fat Cakes"               | Rush Reinsel  | Dan Schneider & Matt Flekenstein  | 21 de janeiro de 2012  | 409             | 4.8                            |

## 6ª temporada (2012)
- A temporada possui 6 episódios.
- Miranda Cosgrove, Jennette McCurdy, Nathan Kress, Jerry Trainor e Noah Munck estão presentes em todos os episódios.
- É a menor temporada de toda a série.

| # S | # T | Título               | Diretor(es)   | Roteirista(s)                  | Estreia nos EUA     | Código de Prod. | Audiência nos EUA (em milhões) |
| --- | --- | -------------------- | ------------- | ------------------------------ | ------------------- | --------------- | ------------------------------ |
| 95  | 1   | "iApril Fools"       | Jerry Trainor | Dan Schneider & George Doty IV | 24 de março de 2012 | 503             | 3.4                            |
| 96  | 2   | "iGo One Direction"  | Steve Hoefer  | Dan Schneider & George Doty IV | 7 de abril de 2012  | 501             | 3.9                            |
| 97  | 3   | "iOpen a Restaurant" | Steve Hoefer  | Dan Schneider & Jake Farrow    | 21 de abril de 2012 | 502             | 2.8                            |
| 98  | 4   | "iHalfoween"         | Adam Weissman | Dan Schneider & Ben Dougan     | 28 de abril de 2012 | 505             | 2.9                            |
| 99  | 5   | "iPear Store"        | David Kendall | Dan Schneider & Jake Farrow    | 12 de maio de 2012  | 504             | 2.7                            |
| 100 | 6   | "iBattle Chip"       | Adam Weissman | Dan Schneider & Jake Farrow    | 9 de junho de 2012  | 506             | 2.4                            |

## 7ª temporada (2012)
- É composta por 9 episódios.
- Miranda Cosgrove Jennette McCurdy, Nathan Kress, Jerry Trainor e Noah Munck estão presentes em todos os episódios.
- BooG!e está ausente em um episódio.
- Esta é a última temporada da série.
- Está temporada também é conhecida como a 2ª parte da 6ª Temporada.

| # S     | # T | Título                   | Diretor(es)   | Roteirista(s)                     | Estreia nos EUA        | Código de Prod. | Audiência nos EUA (em milhões) |
| ------- | --- | ------------------------ | ------------- | --------------------------------- | ---------------------- | --------------- | ------------------------------ |
| 101–102 | 1–2 | "iShock America"         | Steve Hoefer  | Dan Schneider                     | 6 de outubro de 2012   | 510–511         | 3.6                            |
| 103     | 3   | "iGet Banned"            | David Kendall | Dan Schneider & Jake Farrow       | 13 de outubro de 2012  | 507             | 3.6                            |
| 104     | 4   | "iFind Spencer Friends"  | Russ Reinsel  | Jake Farrow                       | 20 de outubro de 2012  | 512             | 3.3                            |
| 105     | 5   | "iRescue Carly"          | Steve Hoefer  | Dan Schneider e Matt Fleckenstein | 27 de outubro de 2012  | 509             | 3.3                            |
| 106     | 6   | "iLost My Head in Vegas" | Jerry Trainor | Dan Schneider & Jake Farrow       | 3 de novembro de 2012  | 508             | 3.5                            |
| 107     | 7   | "iBust a Thief"          | Steve Hoefer  | Matt Fleckenstein                 | 10 de novembro de 2012 | 513             | 3.4                            |
| 108–109 | 8–9 | "iGoodbye"               | Steve Hoefer  | Dan Schneider                     | 23 de novembro de 2012 | 514–515         | 6.43                           |